# Вильяреаль, Корнелио
Корнелио Вильяреаль (таг. Cornelio Villareal; 11 сентября 1904, Мамбусао — 22 декабря 1992, Манила) — филиппинский политик, видный деятель Либеральной партии. Спикер палаты представителей Конгресса Филиппин в 1962—1967 и 1971—1972 годах. Активно проводил курс либерализма и антикоммунизма. Был отстранён от политической деятельности при авторитарном режиме президента Маркоса. Вернулся в политику после свержения Маркоса Жёлтой революцией.

## Юрист и партизан
Родился в небольшом селении провинции Капис на острове Панай. Учился на искусствоведа в частном Университете Силлимана в Думагете. В 1929 получил диплом юриста Филиппинской школы права. Работал адвокатом.
Корнелио Вильяреаль придерживался либеральных и в целом проамериканских взглядов. В то же время он был сторонником независимости Филиппин. В 1934 избран делегатом Конституционного конвента, в 1941 — депутатом палаты представителей.
Когда в 1941 году на Филиппины вторглись японские войска, Корнелио Вильяреаль организовал в горах партизанский отряд. В 1945 возглавлял антияпонское национальное самоуправление в Каписе.

## Политик

### Либерал-антикоммунист
После провозглашения независимости Филиппин в 1946 году Корнелио Вильяреаль вступил в Либеральную партию. В том же году был вновь избран в палату представителей Конгресса Филиппин, оставался депутатом до 1972.
Корнелио Вильяреаль был сторонником национал-либерализма, прозападной модернизации, рыночной экономики, свободной торговли и сотрудничества с США, отличался жёстким антикоммунизмом. При президентах Мануэле Рохасе и Эльпидио Кирино он был первым председателем Комиссии по расследованию антифилиппинской деятельности, созданной по американскому образцу. Активно участвовал в подавлении прокоммунистического Хукбалахапского восстания. В период президентства Рамона Магсайсая возглавлял парламентские комитеты юстиции и национальной обороны. В этом качестве Вильяреаль активно участвовал в учреждении СЕАТО.
В марте 1962 Корнелио Вильяреаль был впервые избран спикером палаты представителей. Проводил курс Либеральной партии и президента Диосдадо Макапагала. Во внешней политике выступал за участие Филиппин во Вьетнамской войне на стороне Южного Вьетнама и США. В 1964—1966 Вильяреаль возглавлял исполнительный орган Антикоммунистической лиги народов Азии. В 1965 участвовал вместе с Нобусукэ Киси участвовал в создании Азиатско-Тихоокеанского союза парламентариев.

### Конфликты и манёвры
На президентских выборах 1965 года победу одержал представитель Партии националистов Фердинанд Маркос, выступавший с позиций национал-популизма и антилиберального традиционализма. Маркос сохранял альянс с США и продолжал участие во Вьетнамской войне (хотя именно за это резко критиковал предшественника Макапагала). В этом плане его политика не расходилась с позициями Вильяреаля (за исключением некоторых риторических деталей). Однако во внутренней политики сразу наметился курс на авторитарное сосредоточение власти в руках президента. Вильяреаль активно выступал против этого, отстаивая прерогативы парламента. В начале 1967 года Вильяреаль уступил спикерство представителю националистов Хосе Лаурелю.
Однако на выборах 1969 Корнелио Вильяреаль неожиданно поддержал Маркоса против Серхио Осменьи-младшего — что укрепило позиции президента и способствовало его переизбранию. С апреля 1971 Вильяреаль вторично занял пост спикера платы представителей. Но менее чем через полтора года Маркос установил в стране режим чрезвычайного правления и в 1973 ввёл новую конституцию. Двухпалатный конгресс был заменён однопалатным собранием, которое фактически являлось прикрытием единоличной диктатуры Маркоса. Попытки Вильяреаля и других оппозиционеров воспрепятствовать этому не возымели действия. Ему пришлось оставить политику более чем на десятилетие.

### Возвращение и кончина
В 1986 году Жёлтая революция свергла режим Фердинанда Маркоса. Новым президентом стала Корасон Акино. Была восстановлена парламентская система с двухпалатным Конгрессом. На выборах 1987 года 83-летний Корнелио Вильяреаль вновь избрался в палату представителей от своего прежнего округа в Каписе. Был председателем парламентского комитета по иностранным делам, состоял в комитетах по национальной обороне и конституционным изменениям. Корнелио Вильяреаль являлся самым пожилым депутатом данного созыва.
Скончался Корнелио Вильяреаль в возрасте 89 лет.

## Семья и память
Корнелио Вильяреаль был женат, имел пятерых детей. Его сын Корнелио Вильяреаль-младший (1938—2002) был известным филиппинским политиком. Правнук Игнасио Лоренсо Вильяреаль — активист оппозиционного молодёжного движения, выступающего против политической реабилитации Фердинанда Маркоса и президента Родриго Дутерте.
В 2003, к столетию со дня рождения, на Филиппинах была выпущена почтовая марка с портретом Корнелио Вильяреаля.
Корнелио Вильярель был известен в стране под прозвищем Kune.